# Trichopagis
Trichopagis es un género de arañas cangrejo de la familia Thomisidae. Contiene una sola especie, Trichopagis manicata. La especie fue descrita por Simon en 1886. Fue descritpo por el aracnólogo francés Eugène Simon.
Aparece en una sección de la revista Actes de la Société Linnéenne de Bordeaux, 40.

## Distribución
Se distribuye por África: Gabón, Guinea, Sudáfrica y Madagascar.